# O Condado
Die Comarca O Condado ist eine der zehn Comarcas in der Provinz Pontevedra.
Die im Süden der Provinz gelegene Comarca umfasst 5 Gemeinden auf einer Fläche von 341,03 km².

## Gemeinden
| Gemeinde           | Einwohner (2024) | Fläche km² | Dichte Einw./km² | Cod INE | Postleitzahl |
| ------------------ | ---------------- | ---------- | ---------------- | ------- | ------------ |
| Mondariz           | 4.425            | 85,12      | 52               | 36030   | 36870        |
| Mondariz-Balneario | 711              | 2,31       | 308              | 36031   | 36890        |
| As Neves           | 3.678            | 65,50      | 56               | 36034   | 36440        |
| Ponteareas         | 23.196           | 125,56     | 185              | 36042   | 36860        |
| Salvaterra de Miño | 10.471           | 62,54      | 167              | 36050   | 36450        |
| Comarca O Condado  | 42.481           | 341,03     | 125              | –       | –            |

1. ↑  Instituto Nacional de Estadística Municipal Register of Spain